# Федеральное министерство юстиции и защиты прав потребителей
Федеральное министерство юстиции (нем. Bundesministerium der Justiz, BMJ) — один из высших органов государственной власти Федеративной Республики Германия, несущий ответственность за осуществление правосудия и применение штрафных санкций. Федеральное министерство юстиции посвящает себя созданию и изменению законов в классических основных областях, связанных с конституционным законом. Министерство также проводит анализ законности и конституционности законов, подготовленных другими министерствами.

## История
Министерство было основано 1 января 1877 года, как Императорский офис юстиции. После того как Германия стала республикой в 1919 году, он был повышен до ранга федерального министерства. Министерство было официально переименовано в 1949 году. В ряде законов, предшествовавших 1949 году, министерства и министра, однако, называют рейхминистерством и рейхсминистром юстиции соответственно. Постепенно эти названия и должности были заменены новыми в результате внесения поправок, последний раз в 2010 году.